# Диверсифікація діяльності підприємства
Диверсифікація — (лат. diversus — різний і лат. facere —  робити) процес розвитку діяльності підприємства, пов'язаний із збільшенням діапазону видів та проникненням в нові сфери діяльності, освоєнням нових виробництв, розширенням асортименту товару, що включає не тільки диверсифікацію товарних груп, але й розповсюдження підприємницької діяльності на нові та не пов'язані з основними видами діяльності фірми.
Рішення щодо застосування диверсифікації, тобто розширення напрямків діяльності фірми, включають розгляд двох груп питань:
1. Чи дає новий напрямок (галузь) кращі можливості одержання прибутку в порівнянні з можливостями, наявними в галузі, де вже функціонує фірма?
2. Чи може компанія конкурувати з існуючими компаніями на ринку?

## Різні погляди авторів на поняття "диверсифікація"
- Диверсифікація (новий продукт – новий ринок) – стратегія, що дозволяє компанії використати поточні переваги в нових сферах діяльності за умов істотної мінливості середовища господарювання (І.Ансофф).[3]

- Диверсифікація – одночасне обслуговування компанією декількох ринків (М. Горт).[4]

- Диверсифікація – ріст кількості галузей, в яких функціонує компанія (К. Бері).[5]

- Диверсифікація не означає, що фірмі слід братися за будь-яку можливість. Компанія повинна виявити для себе напрямок, де знайде застосування накопичений нею досвід, або напрямок, який буде сприяти усуненню недоліків на сьогоднішній день (Ф. Котлер).[6]

- Диверсифікація передбачає виявлення саме того виду діяльності (продукції), в якій можна найбільш ефективно реалізувати конкурентні переваги підприємства (Р.Кунц).[7]

- Диверсифікація – стратегія, яка передбачає вихід підприємства в нові для нього сфери бізнесу (Н.Куденко).[8]

- Диверсифікація - процес проникнення корпорації в нові галузі виробництва та географічні сегменти ринку з ціллю зниження ризику її операцій (Н.Рудик).[9]

## Цілі диверсифікації
- завоювання нових ринків збуту продукції;
- розширення асортименту продукції;
- покращення фінансового та економічного стану підприємства;
- відповідність виробництва потребам ринку, що постійно змінюються;
- страхування підприємства від ризику вступу продукції до стадії спаду життєвого циклу;
- підвищення конкурентоспроможності підприємства;
- оновлення науково-технічної бази підприємства;
- більш повне завантаження виробничих потужностей.

## Причини диверсифікації
Існує багато причин, які змушують підприємства та їх керівників приймати рішення стосовно диверсифікації. Головні причини щодо прийняття рішення про диверсифікацію:
- часткове використання ресурсів;
- зниження прибутку від основного виробництва;
- скорочення попиту на продукцію;
- створення нових робочих місць;
- постійний ріст конкуренції та НТП (науково-технічного прогресу).[10][11]

## Види диверсифікації
За Ф. Котлером виділяють три види диверсифікаційних процесів:
1. Концентрична (вертикальна) - підприємство виробляє товари, які як в технологічному, так і в маркетинговому аспекті пов'язані зі вже існуючими товарами фірми. Приклад - корпорація General Motors, яка відрізняється найвищим рівнем вертикальної диверсифікації - власна продукція становить близько 65% загальної вартості автомобіля.
Переваги концентричної диверсифікації:
- гарантія поставок технічних і матеріальних ресурсів;
- тісний контакт з кінцевими споживачами;
- контроль всього ланцюга виробництва - від сировини до готової продукції;
- стабільність господарських зв’язків у межах підприємства.

Недоліки концентричної диверсифікації
- постійне вдосконалення виробництва потребує значних витрат, що стає головною причиною перевищення вартості ресурсів за середньоринкову;
- негативні зміни зовнішнього середовища прямо впливають на взаємозалежність підрозділів та погіршують становище підприємства;
- зменшення впливу конкуренції через обмеженість ринку збуту.

Сьогодні спостерігається тенденція до зниження рівня концентричної диверсифікації: підприємства виробляють самостійно меншу кількість компонентів та комплектуючих - вони купують їх на ринку.
2. Горизонтальна диверсифікація - розширення власного асортименту продукції виробами, які не пов'язані з тим, що випускається, але створюють зацікавленість наявних клієнтів.
Горизонтальна диверсифікація передбачає освоєння нових ринків та сфер бізнесу, які задовольняють потреби вже наявних клієнтів. Переваги горизонтальної інтеграції полягають у різнобічному аналізі та задоволенні потреб споживачів, при якому досягається ефект синергізму - сукупність видів діяльності дає більший ефект, ніж окремі види діяльності. Приклад - компанія, що займається пасажирськими перевезеннями, входить до туристичного бізнесу та надає послуги з туристичного обслуговування. Ефект стратегії горизонтальної диверсифікації виявляється в тому, що види бізнесу, якими займається підприємство, є взаємопідсилювальними. Ризик застосування стратегії горизонтальної диверсифікації полягає в тому, що ринок збуту, який підприємство охоплює всебічно, може раптово зменшитися -тоді буде необхідно докорінно змінювати напрям діяльності.
3. Конгломератна диверсифікація - поповнення асортименту компанії виробами, що не пов'язані ні з технологіями, які застосовуються, ні з ринками, на яких працює фірма, ні з наявними потребами споживачів. Цей вид диверсифікації потребує найбільших фінансових витрат і може застосовуватися лише великими, прибутковими підприємствами.
Переваги конгломератної диверсифікації:
- раціональне використання фінансових ресурсів. Грошові потоки, що надходять від підрозділів стагнуючих галузей, можуть бути використані галузями, що зростають;
- можливість придбання нового бізнесу по низькій ціні, які існують у галузях, що знаходяться на стадії спаду, коли фірми прагнуть швидко вийти із бізнесу, мінімізуючи майбутні втрати;
- зниження ризику. У підприємства зникає залежність від ризику спаду попиту на товари, через наявність інших виробництв;
- захист від поглинання. Конгломеративна диверсифікація робить фірму стійкою та недоступною щодо поглинання.

Недоліки конгломератної диверсифікації:
- труднощі в регулюванні різних видів бізнесу та підрозділів;
- складність аналізу стратегічних проблем;
- проблематичність оцінки стратегічних планів.[12]